# Földes
Pour les articles homonymes, voir Foldes.
Földes est une ville et une commune du comitat de Hajdú-Bihar en Hongrie.